# Schnellfahrstrecke Shenyang–Dandong
| Streckenlänge: | 224 km               |                            |                            |
| Spurweite: | 1435 mm (Normalspur) |                            |                            |
| Stromsystem: | 25.000 V / 50 Hz ~   |                            |                            |
| Zweigleisigkeit: | durchgehend          |                            |                            |
| |                      |                            |                            |
| \| \| \| Shenyang \| \| \| \| \| Benxi Metro \| \| \| \| \| Benxi \| \| \| \| \| Nanfen Nord \| \| \| \| \| Tongyuanpu West \| \| \| \| \| Fengcheng Ost \| \| \| \| \| Wulongbei \| \| \| \| \| Dandong \| \| \| \| \| \| \| \| \| \| nach Pjöngjang (Nordkorea) \| \| |                      |                            |                            |
| Kopfbahnhof Streckenanfang |                      | Shenyang                   | Shenyang                   |
| Bahnhof |                      | Benxi Metro                | Benxi Metro                |
| Bahnhof |                      | Benxi                      | Benxi                      |
| Bahnhof |                      | Nanfen Nord                | Nanfen Nord                |
| Bahnhof |                      | Tongyuanpu West            | Tongyuanpu West            |
| Bahnhof |                      | Fengcheng Ost              | Fengcheng Ost              |
| Bahnhof |                      | Wulongbei                  | Wulongbei                  |
| Kopfbahnhof Strecke ab hier außer Betrieb |                      | Dandong                    | Dandong                    |
| Grenze auf Brücke über Wasserlauf (Strecke außer Betrieb) |                      |                            |                            |
| Strecke (außer Betrieb) |                      | nach Pjöngjang (Nordkorea) | nach Pjöngjang (Nordkorea) |

Die Schnellfahrstrecke Shenyang–Dandong, auch als Shendan PDL (沈丹客运专线) bezeichnet, ist eine ab März 2010 gebaute chinesische Eisenbahn-Schnellfahrstrecke zwischen Shenyang und Dandong. Die 224 km lange Neubaustrecke wurde am 1. September 2015 freigegeben, ist für eine Geschwindigkeit bis zu 250 km/h geeignet und verfügt über insgesamt 86 große und mittlere Brücken, was einer Gesamtlänge von etwa 67 km entspricht. Damit bestehen etwa 32,5 % der Strecke aus Brücken. Das Projekt ist ein Joint-Venture zwischen dem ehemaligen chinesischen Eisenbahnministerium und der Provinzregierung von Liaoning, in das insgesamt 26,88 Milliarden Yuan investiert wurden, bestehend aus 24,88 Milliarden Yuan für den Bau von Schienenfahrzeugen und den Erwerb von Schienenfahrzeugen, die 2 Milliarden Yuan kosteten. Nach der Eröffnung der Eisenbahn verkürzte sich die Fahrt von Shenyang nach Dandong von 3,5 Stunden auf etwas mehr als eine Stunde.
Zusammen mit der ebenfalls 2015 eröffneten Strecke Dandong–Dalian sollen die wirtschaftlichen Beziehungen zwischen China und dem benachbarten Nordkorea verbessert werden. Zusammen kosten beide Projekte ungefähr 50 Milliarden Renminbi, was ungefähr 7,3 Milliarden US-Dollar entspricht.
In Dandong wird es künftig einen Anschluss zur Bahnstrecke Pjöngjang–Sinŭiju geben.